# Roning under sommer-OL 2008 - Firer mænd
Konkurrencen i firer u. styrmand for mænd er en af disciplinerne ved roning under Sommer-OL 2008 og bliver afholdt fra 9. til 16. august på Shunyi olympiske ro- og kajakstadion.
| Dato                     | Tid         | Tid         | Runde            |
| Dato                     | Lokal       | Dansk       | Runde            |
| ------------------------ | ----------- | ----------- | ---------------- |
| Lørdag, 9. august 2008   | 17:30-18:00 | 11:30-12:00 | Indledende heats |
| Mandag, 11. august 2008  | 17:30-17:40 | 11:50-12:00 | Opsamlingsheat   |
| Onsdag, 13. august 2008  | 16:50-17:10 | 10:50-11:10 | Semifinaler A/B  |
| Torsdag, 14. august 2008 | 17:50-18:00 | 11:50-12:00 | Finale B         |
| Lørdag, 16. august 2008  | 17:30-17:40 | 11:30-11:40 | Finale A         |

## Indledende heats
Kvalifikationsregler:
- 1-3 går videre til semifinaler A/B (SA/B)
- 4+ går videre til opsamlingsheat (O)

### 1. heat
| Plac. | Roere                                       | Land           | Tid     | Noter |
| ----- | ------------------------------------------- | -------------- | ------- | ----- |
| 1     | James, Williams, Reed, Triggs-Hodge         | Storbritannien | 6:00.59 | SA/B1 |
| 2     | C. Mornati, Sartori, N. Mornati, Carboncini | Italien        | 6:02.84 | SA/B2 |
| 3     | Banks, Teti, Lanzone, Newlin                | USA            | 6:03.96 | SA/B1 |
| 4     | Zhang, Zhao, Guo, Song                      | Kina           | 6:09.64 | O     |
| 5     | Dzemyanenka, Lialin, Nosau, Kazubouski      | Hviderusland   | 6:12.63 | O     |

### 2. heat
| Plac. | Roere                                 | Land        | Tid     | Noter |
| ----- | ------------------------------------- | ----------- | ------- | ----- |
| 1     | Cirkel, Vellenga, Gabriels, Vermeulen | Holland     | 6:00.50 | SA/B2 |
| 2     | Meyer, Dallinger, Murray, Bond        | New Zealand | 6:00.73 | SA/B1 |
| 3     | T. Pirih, Rozman, Kolander, M. Pirih  | Slovenien   | 6:03.78 | SA/B2 |
| 4     | Gruber, Horvath, Bruncvik, Neffe      | Tjekkiet    | 6:10.36 | O     |

### 3. heat
| Plac. | Roere                                 | Land       | Tid     | Noter |
| ----- | ------------------------------------- | ---------- | ------- | ----- |
| 1     | Ryan, Marburg, McKenzie, Hegerty      | Australien | 6:00.40 | SA/B1 |
| 2     | Hauffe, Seifert, Kaeufer, Adamski     | Tyskland   | 6:00.95 | SA/B2 |
| 3     | Folan, Casey, Devlin, O'Neill         | Irland     | 6:02.85 | SA/B1 |
| 4     | Despres, Rondeau, Chardin, Mortelette | Frankrig   | 6:05.00 | O     |

## Opsamlingsheat
Kvalifikationsregler:
- 1-3 går videre til semifinaler A/B (SA/B)
- 4 går ikke videre

| Plac | Roere                                  | Land         | Tid     | Noter     |
| ---- | -------------------------------------- | ------------ | ------- | --------- |
| 1    | Gruber, Horvath, Bruncvik, Neffe       | Tjekkiet     | 5:58.69 | SA/B2     |
| 2    | Despres, Rondeau, Chardin, Mortelette  | Frankrig     | 6:00.01 | SA/B1     |
| 3    | Dzemyanenka, Lialin, Nosau, Kazubouski | Hviderusland | 6:00.44 | SA/B2     |
| 4    | Zhang, Zhao, Guo, Song                 | Kina         | 6:02.37 | udelukket |

## Semifinaler A/B
Kvalifikationsregler:
- 1-3 går videre til finale A (FA)
- 4+ går videre til finale B (FB)

### 1. semifinale A/B
| Plac. | Roere                                 | Land           | Tid     | Noter |
| ----- | ------------------------------------- | -------------- | ------- | ----- |
| 1     | James, Williams, Reed, Triggs-Hodge   | Storbritannien | 5:54.77 | FA    |
| 2     | Ryan, Marburg, McKenzie, Hegerty      | Australien     | 5:56.20 | FA    |
| 3     | Desprès, Rondeau, Chardin, Mortelette | Frankrig       | 5:56.73 | FA    |
| 4     | Meyer, Dallinger, Murray, Bond        | New Zealand    | 5:57.31 | FB    |
| 5     | Banks, Teti, Lanzone, Newlin          | USA            | 5:57.52 | FB    |
| 6     | Folan, Casey, Devlin, O'Neill         | Irland         | 5:58.14 | FB    |

### 2. semifinale A/B
| Plac. | Roere                                       | Land         | Tid     | Noter |
| ----- | ------------------------------------------- | ------------ | ------- | ----- |
| 1     | T. Pirih, Rozman, Kolander, M. Pirih        | Slovenien    | 5:56.08 | FA    |
| 2     | Gruber, Horvath, Bruncvik, Neffe            | Tjekkiet     | 5:58.02 | FA    |
| 3     | Hauffe, Seifert, Kaeufer, Adamski           | Tyskland     | 5:58.72 | FA    |
| 4     | Cirkel, Vellenga, Gabriels, Vermeulen       | Holland      | 6:02.46 | FB    |
| 5     | Dzemyanenka, Lialin, Nosau, Kazubouski      | Hviderusland | 6:02.79 | FB    |
| 6     | C. Mornati, Sartori, N. Mornati, Carboncini | Italien      | 6:05.21 | FB    |

## Finaler

### Finale B
| Plac. | Roere                                       | Land         | Tid     | Noter |
| ----- | ------------------------------------------- | ------------ | ------- | ----- |
| 1     | Meyer, Dallinger, Murray, Bond              | New Zealand  | 6:06.30 |       |
| 2     | Cirkel, Vellenga, Gabriels, Vermeulen       | Holland      | 6:06.37 |       |
| 3     | Banks, Teti, Lanzone, Newlin                | USA          | 6:07.17 |       |
| 4     | Folan, Casey, Devlin, O'Neill               | Irland       | 6:07.97 |       |
| 5     | C. Mornati, Sartori, N. Mornati, Carboncini | Italien      | 6:08.77 |       |
| 6     | Dzemyanenka, Lialin, Nosau, Kazubouski      | Hviderusland | 6:12.54 |       |

### Finale A
| Plac. | Roere                                 | Land           | Tid     | Noter |
| ----- | ------------------------------------- | -------------- | ------- | ----- |
|       | James, Williams, Reed, Triggs-Hodge   | Storbritannien | 6:06.57 |       |
|       | Ryan, Marburg, McKenzie, Hegerty      | Australien     | 6:07.85 |       |
|       | Desprès, Rondeau, Chardin, Mortelette | Frankrig       | 6:09.31 |       |
| 4     | T. Pirih, Rozman, Kolander, M. Pirih  | Slovenien      | 6:11.62 |       |
| 5     | Gruber, Horvath, Bruncvik, Neffe      | Tjekkiet       | 6:16.56 |       |
| 6     | Urban, Schmidt, Kaeufer, Hauffe       | Tyskland       | 6:19.63 |       |